# Jalá

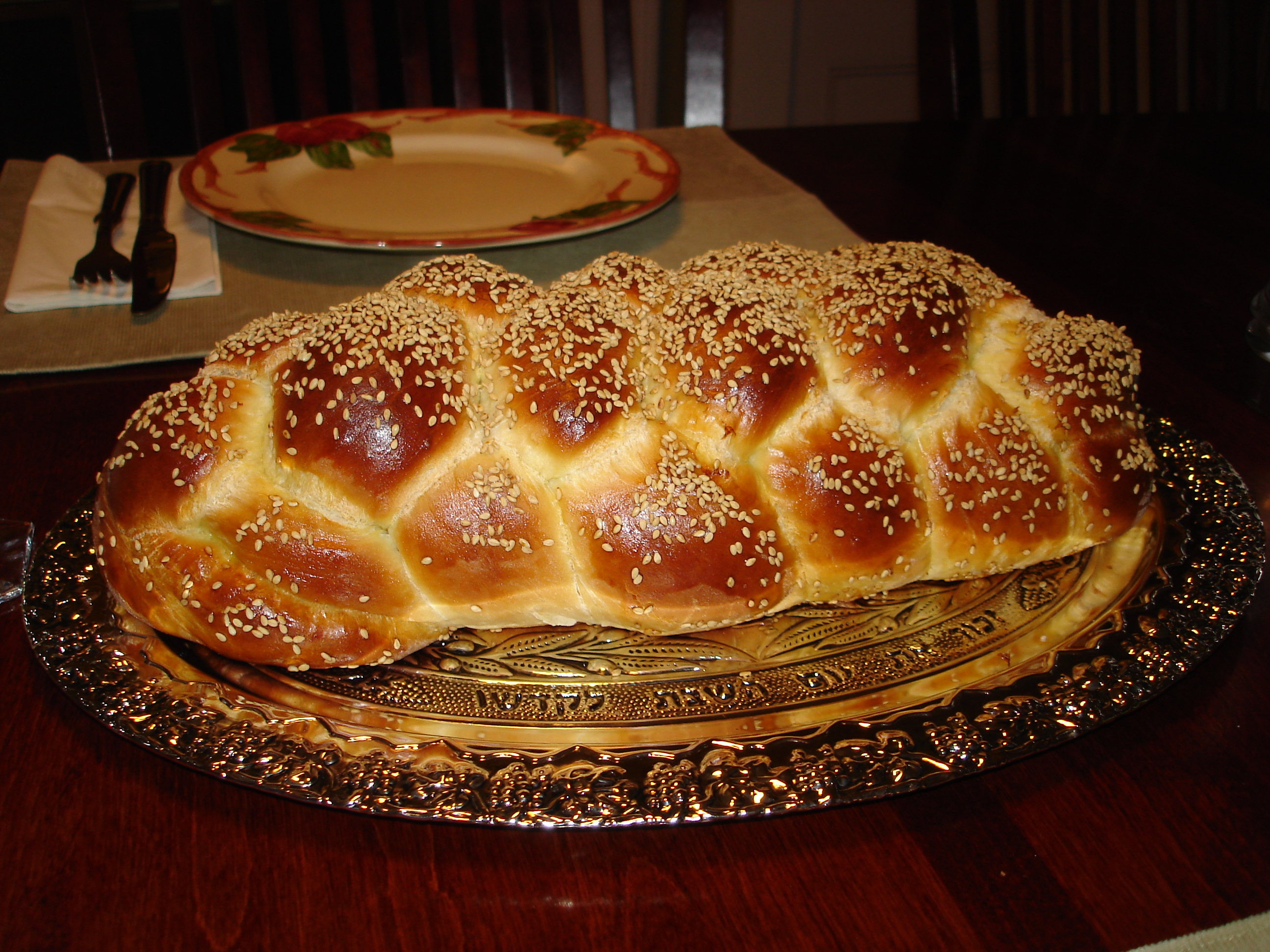
Jalá con semillas de Ajonjolí

Jalá es un pan trenzado especial que se consume en Shabat y en las festividades judías, excluyendo la fiesta de Pésaj.
Una de las 613 Mitzvot es consumir en Shabat tres refecciones. Según la religión judía, la refección debe contener pan, así es que al inicio de la refección, se bendice el jalá como al pan, con la oración "hamotzi léjem min haaretz".

## Origen
El término jalá originalmente se refiere a la mitzvá de separar una porción de la masa antes del trenzado. Esta porción de masa se reserva como un diezmo para el Kohen. En hebreo, este mandamiento se llama hafrashat jalá, o "separación de jalá". El significado original de la palabra Jalá es un pequeño pedazo de masa. Tal porción, del tamaño de un huevo, era dado a los cohanim en la época del Templo.
El pan fue adoptado por los panaderos en Polonia y el Imperio ruso y es conocido como chałka (diminutivo de chała) en Polonia y khala (хала) en Bielorrusia, Rusia y Ucrania. Las comunidades yiddish de diferentes regiones de Europa llamaban al pan khale, berkhes o barches, bukhte, dacher, kitke, koylatch o koilitsh.

## Ingredientes

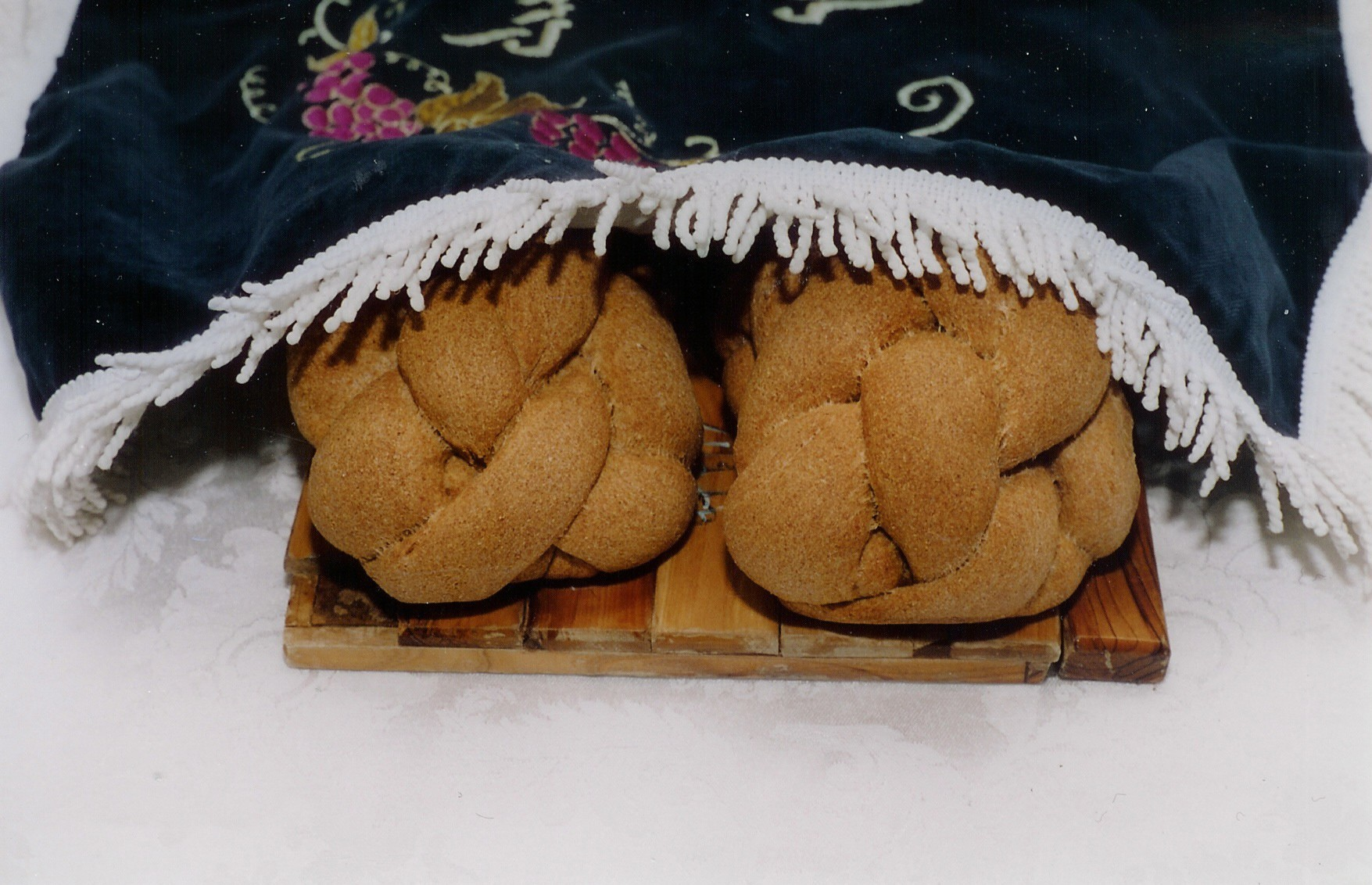
Dos jalás caseras con el tradicional cubridor de jalá bordado

La mayoría de las recetas tradicionales asquenazí usan huevos, harina, agua, azúcar, levadura y sal, pero también existe "jalá de agua" hecho sin huevos. En las recetas se puede reemplazar la harina blanca con harina de trigo integral, avena o espelta o azúcar con miel. Entre los judíos sefardíes, la jalá de agua se prefiere para fines rituales. Además surgieron variedades regionales: masas espolvoreadas con semillas de sésamo, perfumadas con anís o cilantro, y cubiertas con algunas almendras o aceite de oliva.